# TON 11
 (mars 2025).
Améliorez-le ou discutez des points à vérifier. 
TON 11 (abréviation de Tonantzintla 11), également désigné PGC 139143 ou CSO 2, est un quasar situé dans la constellation du Cancer à, selon les valeurs de décalage vers le rouge, une distance de 910 millions d'années-lumière de la Terre. Il est défini comme une « étoile bleue » par Enrique Chavira et Braulio Iriarte, qui le photographient à l'observatoire de Tonantzintla en 1957. Il est reclassé comme quasar en 1989 par l'astrophysicien David J. Thompson lors de l'étude de candidats pour le titre de quasars avec les données du Case low-dispersion survey (abrégé en CLDS).

## Histoire des observations
Parce que les quasars n'ont été reconnus qu'en 1963, la nature de cet objet était inconnue quand il a été observé pour la première fois en 1957, lors d'un recensement du bleu pâle émis par certaines étoiles (principalement des naines blanches) qui se situent à l'écart du plan de la Voie lactée. Sur des plaques photographiques prises avec l'objectif de 0,7 mètre du télescope Schmidt à l'Observatoire de Tonantzintla, au Mexique, il est apparu « décidément violet » et a été classé numéro 11 du catalogue de Tonantzintla. Il sera classé comme quasar en 1989 par l'astronome David Thompson lors de l'étude de candidats pour le titre de quasars avec les données du Case low-dispersion survey (abrégé en CLDS). Il sera aussi identifié en 1992 comme une naine blanche par une équipe de chercheurs travaillant avec le télescope spatial ultraviolet Glazar.

## Propriétés physiques
Une étude faite en aout 1996 avec le VLA a étudié des quasars dans des hautes fréquences avec une sensibilité de 1 mJy. Ils remarqueront que TON 11 émet des ondes radio dans des très hautes fréquences, avec une luminosité radio de 1032,5 ergs/s ; il apparait comme une source radio très lumineuse. Pendant cette étude, les scientifiques feront 1 200 spectres de quasars dont TON 11. Ce spectre montre qu'il a un large spectre électromagnétique, qu'il s'agit d'un quasar radio-bruyant ainsi que ses lignes d'émissions montrent la présence de gaz très ionisés. Une équipe de scientifiques américaine étudiera les sources radio très lumineuses enregistrées par le VLA en 1996 ; ils découvriront que la luminosité radio de TON 11 varie sur de longues périodes. Une autre étude faite en 2002 avec les données de différents télescopes infrarouge, optique et ultraviolet utilisés par le Sloan Digital Sky Survey permettra de montrer que TON 11 varie aussi dans les bandes J, H et K. Il varie de 0,03 à 0,05 sur l'échelle de ces différentes magnitudes apparentes. Deux ans plus tard, une autre étude faite en 2004 identifiera que TON 11 éjecte de la matière. Selon les scientifiques de l'étude de 2004, il pourrait s'agir de jets de matières. Cela montrerait que TON 11 est un quasar très actif. Ces jets de matières ont aussi été détectés par le Sloan Digital Sky Survey. Les scientifiques travaillant avec les données du Sloan Digital Sky Survey, travaillant sur TON 11, l'étudieront dans la bande d'émission Fe II. Ils découvriront que la variabilité de ce dernier serait due à des afflux de matière venant du trou noir central de TON 11. Lors de cette étude du SDSS, les scientifiques ont calculé la masse de plus de 60 000 quasars, pour cela, ils procéderont à des calculs faits avec les mesures des lignes d'émissions MgII et CIV. Selon cette étude, la masse de TON 11 se situerait entre 10 milliards et 100 milliards de M☉.